# Caudillismo akan
En muchas partes de África Occidental existe una antigua tradición de  cacicazgos, y el pueblo akan ha desarrollado su propia jerarquía, que existe junto con la estructura democrática del país. La palabra akan para el gobernante o uno de sus varios cortesanos es Nana (/ˈnænə/). En la época colonial, los europeos lo tradujeron como «jefe», pero no es un equivalente exacto. Otras fuentes hablan de «reyes», lo que tampoco es del todo correcto, especialmente en el caso de dichos cortesanos. El término "jefe" se ha vuelto común incluso entre los  ghaneses modernos, aunque sería más correcto usar la expresión Nana sin traducción siempre que sea posible.

## Historia
Las raíces del cacicazgo Akan son desconocidas. Las fuentes escritas son escasas. Cuando los akan se establecieron en la región de Tekyiman, en el período anterior a 1300, ya habían utilizado durante mucho tiempo el sistema de cacicazgos. El jefe supremo ocupaba un cargo que puede compararse al de un rey absolutista.
Cuando se fundó la República de Ghana en 1957, se acordó que el sistema de jefes debía ser respetado.

## Tiempo presente
El cacicazgo está oficialmente aceptado. Los políticos piden consejo a los jefes porque suelen estar más cerca de la gente. El comité más alto es la Casa Nacional de Jefes en Kumasi. También hay Casas Regionales de Jefes. En caso de problemas entre los jefes, la Cámara de Jefes tiene una función legal para adjudicar en tales asuntos.

## Jerarquía
Dentro del grupo étnico Akan hay diferentes tribus, como los Ashanti, Akyem, Kwahu, Akwapim, Assin, o los Fante. El rango más alto entre los ashantis es el de los asantehenos, el jefe supremo de todos los jefes supremos.
Por debajo de los Asantehene están los jefes supremos, los jefes y los subjefes. Un subjefe puede ser comparado con el alcalde de una ciudad, excepto que su cargo es hereditario y no electivo. Los jefes tienen sus propios territorios, y además de supervisarlos, tienen una función en los tribunales de sus jefes supremos como sus ministros. La mayoría de las funciones son tradicionales, mientras que algunas han sido creadas recientemente:
Un jefe arbitra y decide las cuestiones políticas y económicas de su área. Cuando está instalado, recibe un nombre de taburete. Usualmente, todos los jefes que pertenecen a un linaje reinante tienen el mismo nombre - un ser ordinal añadido para distinguir entre todos ellos.

### Omanhene
La traducción inglesa del título Omanhene es King, no "jefe supremo". En raras ocasiones, las reinas mismas serían reyes, siendo un ejemplo de ello Okyenhene Nana Afia Dokuaa. Esto y la posición de Obaapanin o Reina son los únicos que se obtienen a través de la descendencia del clan gobernante.

### Krontihene
El Krontihene es el guardián de la tierra y el segundo al mando después del Omanhene.

### Ankobeahene
Ankobea significa alguien que se queda en casa o no va a ninguna parte. El Ankobeahene es el cuidador del palacio.

### Obaatán
Obaatan significa "padre" y es un papel femenino. Su símbolo es el huevo, del que salieron todos los demás jefes. Es la consejera de Omanhene. Cuando el taburete de Omanhene está vacío, Obaatan sugiere el siguiente titular. Se espera que tenga en cuenta todos los factores, como el carácter de los candidatos disponibles, su ascendencia real y su contribución a la familia real. En la mayoría de los casos, el linaje y el orden de nacimiento reciben una consideración primordial en el proceso de selección. Aunque se encuentra en otras tradiciones, la posición de Obaatán no encaja en la estructura de cacicazgo Akan propiamente dicha. El que sugiere y nomina a Omán entre los akans es la Obaahemaa (o Reina madre).

### Tufoheno
El "señor de la guerra" es el jefe de todas las compañías Asafo (o jefe de los artilleros). Tufohene se traduce vagamente en Akan como'el jefe de los artilleros', .

### Asafeno
El Asafohene es la cabeza de una sola empresa Asafohene.

### Manwerehene
La cabeza del interior.

### Sanaahene
El jefe del tesoro.

### Adontehene
Hay cuatro posiciones que describen los flancos militares. El Adonteheno es el que va al frente del ejército.

### Nkyidom
El Nkyidom está en la última posición. Recoge a los soldados que quedan y los envía de vuelta al ejército. Durante Odambea, el Nkyidom siempre se sienta en el último palanquín.

### Nifahene
El Nifahene mantiene el flanco derecho de la formación del ejército.

### Benkumhene
El Benkumhene sostiene el flanco izquierdo de la formación del ejército (también en el gobierno moderno conocido como el ala izquierda).

### Akyempimhene
Si hay algo que distribuir o compartir, el Akyempimhene (o vice-rey) tiene que hacerlo. Es el primer hijo del rey. También protege al rey, a su padre, y cada rey decide si concede el título a su hijo literal o a uno de sus favoritos. También disfruta de la autoridad de llegar en un palanquín después de que la Asantehene esté sentada; sólo él tiene esa autoridad para hacerlo. También es el jefe de la realeza Kumasi. Otumfuo Opoku Ware (Katakyie) creó este título. Usualmente los primeros hijos de los reyes son los que ascienden a este taburete. También es el jefe del clan Kyidom (Fekuo). Debe notarse aquí que debido al sistema matrilineal de herencia, los hijos no suceden automáticamente a sus padres como reyes. Los reyes son en general seleccionados de entre los hijos de los parientes cercanos del rey fallecido. Este título es, por lo tanto, un medio conveniente para ennoblecer al hijo de un rey sin alterar la sucesión real.

### Mankrado
La función del Mankrado es la purificación. Pone hojas en el agua y luego la esparce sobre el Omanhene. Además, siempre tiene sal en el bolsillo para que las cosas sepan mejor para el Omanhene.

### Guantuahene
El título de la Guantuahene es una innovación relativamente reciente. La Guantoahene es a la que la gente puede acudir en busca de refugio y misericordia.

### Nsumankwahene
El Nsumankwahene observa el oráculo. Este título es también una creación relativamente reciente. El Nsumankwahene es un jefe espiritual de la comunidad/comunidades. En el pasado, era el sumo sacerdote quien desempeñaba esta función.

### Nkosuoheno
El Nkosuohene es responsable del desarrollo de la región. El título es nuevo y fue adoptado de los Ashanti, que lo habían inventado antes. Este título fue creado para honrar a alguien que no tiene que ser miembro de una familia real. Hay algunos extranjeros que han sido honrados con este título. Fue creado para apreciar la contribución de los no royals.

## Séquito
La persona más importante en el séquito del jefe es el sacerdote o sacerdotisa (Okomfo). Tradicionalmente, el sacerdote le dice al jefe cuándo es el momento de empezar una guerra o de casarse, por ejemplo.
También hay una esposa taburete. No importa si un jefe está casado o no, una vez instalado, se casará con una chica muy joven. Hoy en día, es obligatorio, y la poligamia sigue siendo legal. Hoy en día, el acto simbólico es suficiente: Durante los desfiles, una esposa taburete se sienta frente al jefe.
Un jefe tiene uno o más lingüistas (Okyeame). Un jefe nunca habla en público, sino que transmite mensajes a través de su lingüista, que también es responsable del derramamiento de libaciones.

## Reina Madre

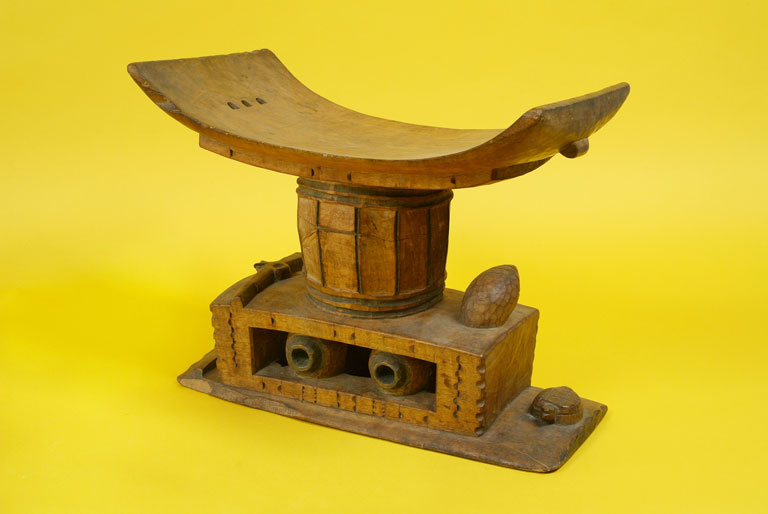
Un taburete Akan que se cree que era para una madre reina, 1940-1965, en la colección del Museo de los Niños de Indianápolis

El título de Reina madre puede relacionarse con el rango de una reina suprema, una reina o una sub-reina. El honorífico Akan es el mismo que para los hombres, "Nana". Cuando se utiliza el inglés, los ghaneses suelen decir "reina madre". Esta mujer no es necesariamente la madre del jefe respectivo, aunque normalmente está emparentada con él. Su papel en el sistema es tener un ojo en las condiciones sociales, y se sabe que una madre reina personalmente capaz ha igualado o incluso superado a un jefe reinante en términos de poder y prestigio. Un buen ejemplo de esto es el caso de la reina Yaa Asantewaa. Se espera que la Reina madre (u Ohenmaa) designe a alguien para el puesto de jefe en caso de que quede vacante. En algunas zonas, esta función la realiza el Abusuapanyin (o jefe del clan) en consulta con otros miembros de la familia.

## Regalia

### Adornos personales
En ocasiones especiales, los jefes usan la tela tradicional, que es un trozo de tela de seis yardas de largo, envuelto alrededor del cuerpo y usado como toga. Las jefas llevan dos piezas de tela que pueden ser de diferentes diseños.
Las joyas son muy amplias y solían ser de oro. Hoy en día, la mayoría de los jefes usan oro de imitación. El tocado suele adoptar la forma de una corona. Puede ser de metal o de terciopelo negro, adornado con metal. Los jefes tienen sandalias tradicionales ya que el uso de sandalias es simbólico para ellos. Cuando un jefe abdica, se quita las sandalias.

### Fly-whisk (Bodua)
Cuando viajan en un palanquín, los jefes sostienen un batidor de moscas en una mano y una espada ceremonial en la otra. El batidor de moscas está hecho de pelo de animal.

### Espada (Afena)
La espada corta ceremonial se utiliza para el sacrificio de animales. El jefe toca simbólicamente la garganta del animal con su espada antes de que alguien más la corte con un cuchillo afilado.

### Palanquín (Apakan)
Durante un durbar, que es un desfile especial, algunos jefes son llevados en un palanquín. Los subjefes tienen que caminar. Los palanquines pueden tener la forma de una silla o de una cama.

### Taburete (Dwa)
En vez de un trono, los jefes Akan tradicionalmente se sientan en un taburete. Cuando mueren, sus taburetes se pintan de negro y se guardan en una habitación sagrada. Esta sala sagrada se llama Nkonwafie (casa de los taburetes). Si el jefe fallecido fue el primero en sentarse en ese taburete, el nombre de la persona se convierte en el primero «I». A quien se siente en ese taburete en el futuro se le llamaría por el nombre del primer jefe, pero se le pondrá «II». El nombre se convierte en el nombre del taburete del nuevo jefe.

### Paraguas (Bamkyim)
Paraguas muy grandes hechos de seda y otras telas ricas se usan para dar sombra a un jefe y mostrar desde lejos que un jefe se está acercando.